# Chinesiologia applicata
La chinesiologia applicata è una terapia alternativa che si fonda su una presunta modalità di comunicazione con il sistema corporeo rivolta a una valutazione e a un miglioramento dello stato di benessere individuale.
Si fonda sull'utilizzo del cosiddetto test muscolare chinesiologico (o più semplicemente test chinesiologico, da non confondersi con il test muscolare), che consentirebbe, a detta dei sostenitori, di valutare la risposta del sistema nervoso della persona a fronte di differenti fattori di tipo strutturale, biochimico ed energetico.
I suoi promotori la considerano una disciplina indipendente dalla medicina convenzionale. Le critiche rivolte alla chinesiologia vertono principalmente sulla circostanza che si tratta di una tecnica diagnostica e terapeutica che non ha alcuna base scientifica, a essere oggetto di critica sono sia le basi empiriche su cui si fonda sia quelle teoriche ed è additata quale pseudoscienza e ciarlataneria. In Gran Bretagna il National Institute for Clinical Excellence ne ha sconsigliato l'uso stante la mancanza di prove circa l'efficacia.  Negli Stati Uniti l'American Cancer Society ha dichiarato la chinesiologia applicata inefficiente e la sua applicazione potenzialmente pericolosa, con almeno un caso di morte accertato.

## Descrizione
Il fondatore della chinesiologia applicata è il chiropratico George Joseph Goodheart Jr. (Detroit, 18 agosto 1918 - Grosse Pointe, 5 marzo 2008), originariamente diplomatosi nel 1939 all'allora National College of Chiropractic. Egli nel 1964 pubblicò sul Digest of Chiropractic Economics il primo articolo in assoluto relativo alla chinesiologia, all'interno del quale riassumeva i risultati degli studi e delle ricerche da lui compiuti negli anni precedenti. Le presunte nuove opportunità offerte dalla chinesiologia applicata suscitarono subito l'entusiasmo di vari colleghi unitamente alle critiche di vari altri.
Nel corso degli anni vari riconoscimenti sono stati attribuiti a Goodheart (e alla chinesiologia applicata da lui fondata), fra cui il suo inserimento nel Comitato Medico Statunitense per gli Sport Olimpici alle XIII Giochi olimpici invernali disputate a Lake Placid nel 1980, e nel 1988 la nomina da parte dei membri del Congresso degli Stati Uniti d'America per la Medaglia Presidenziale, il più alto riconoscimento civile assegnato dal Presidente degli Stati Uniti a nome della nazione. È stato anche definito “the man with magic fingers” (“l'uomo dalle dita magiche”) in un servizio che la rivista TIME gli ha dedicato nel 2001.
Un contributo che secondo i sostenitori è stato fornito dalla chinesiologia è stato quello di evidenziare l'esistenza e il possibile utilizzo terapeutico delle specifiche connessioni neurologiche mantenute da singoli muscoli corporei nei confronti di organi e funzioni a loro espressamente associati. Ciò ha offerto al sistema corporeo della persona una inaspettata opportunità di espressione diretta nei confronti dell'operatore (tramite l'introduzione del test muscolare chinesiologico) e ha richiesto di conseguenza una corrispondente capacità da parte del chinesiologo di gestire gli elementi strutturali, biochimici, emozionali ed energetici così evidenziati all'interno di un quadro intrinsecamente olistico della condizione individuale.
Un ulteriore contributo sviluppato attraverso la successiva evoluzione della disciplina è stato quello di costruire una modalità di lavoro intrinsecamente ecologica nei confronti della persona, che favorisce direttamente un suo processo di recupero e integrazione attraverso quanto espresso e condiviso tramite il test chinesiologico. Tale contributo originale offre così un approccio assai differente da quello seguito nella medicina convenzionale.
A livello operativo la chinesiologia è una disciplina eclettica, che si è venuta caratterizzando proprio in funzione delle esigenze manifestate attraverso il test chinesiologico. Le tecniche utilizzate comprendono normalmente la stimolazione di riflessi specifici di varia natura e risultano dunque particolarmente sicure, non includendo al loro interno alcuna modalità invasiva o manipolativa. Il sistema di lavoro sviluppato dalla chinesiologia si presterebbe inoltre molto bene a essere integrato con altre discipline terapeutiche.

## Chinesiologie
In misura sempre maggiore nel corso degli anni la chinesiologia, originariamente indicata da Goodheart con il termine “chinesiologia applicata” (“applied kinesiology”), ha avuto modo di differenziarsi in centinaia di differenti modalità, accomunate fra loro dall'utilizzo dello strumento che più la caratterizza, il test muscolare chinesiologico. Già nel 1973 la diffusione di una sua forma divulgativa, a opera di John Francis Thie e Mary Marks e da essi denominata “Touch for Health”, ha voluto caratterizzarsi come “chinesiologia specializzata” (“specialized kinesiology”). La differenziazione iniziale in tali due modalità, anche alla luce delle centinaia di ulteriori modalità resesi nel frattempo disponibili, ha perso oramai il suo significato, ma a volte viene ancora impiegata per indicare un ambito di utilizzo maggiormente rivolto verso la forma tradizionale (chinesiologia applicata) oppure verso altre forme (chinesiologia specializzata).

## Mancanza di prove scientifiche
Mentre la comunità scientifica  è unanime nel considerare la chinesiologia applicata una pseudoscienza, tra i suoi promotori esiste un dibattito circa la qualità e la natura delle prove che supporterebbero la chinesiologia applicata. Una recente panoramica del settore mostra come vi siano fondamentali problemi metodologici nei testi di chinesiologia applicata.
L'American College of Allergy, Asthma and Immunology ha dichiarato che non c'è alcuna evidenza di validità diagnostica nella chinesiologia applicata e un altro studio ha dimostrato che un metodo diagnostico di chinesiologia applicata ha lo stesso valore che tirare a indovinare a caso (originale: "is no more useful than random guessing").  L'American Cancer Society ha dichiarato che "l'evidenza scientifica non supporta la conclusione che la chinesiologia applicata possa diagnosticare o trattare il cancro o altre malattie".  L'Istituto Nazionale per la Salute del Regno Unito raccomanda esplicitamente di non seguire metodi di chinesiologia applicata per diagnosticare allergie alimentari.  La Food Allergy Research and Education riporta numerose false affermazioni dei sostenitori della chinesiologia applicata e raccomanda di evitarne le pratiche.